# Zatrephes flavida
Zatrephes flavida är en fjärilsart som beskrevs av George Francis Hampson 1905. Zatrephes flavida ingår i släktet Zatrephes och familjen björnspinnare. Inga underarter finns listade i Catalogue of Life.